# CPU鎖頻
CPU鎖頻（CPU locking）是把一顆CPU的倍頻鎖在特定的數字，不能調較。英特爾的CPU有不少被鎖頻，而AMD的則只有後期推出的被鎖頻。其中一個原因是為了防止零售商透過超頻而誇大其速度，從而賣貴一些。
一些主機板支援解鎖功能，但這樣做會導致其產品保養失效，且有可能對CPU造成損害。某些早期的AMD的CPU可以在上方以導體來「建橋」，把兩個點連結起來，多會以鉛芯或銀漆來做。不同型號需要用不同的方法去解鎖。